# Mongokelé
Mongokelé est un village du Cameroun situé dans le département du Boumba-et-Ngoko et la région de l'Est. Il fait partie de la commune de Moloundou.

## Population
Selon le recensement réalisé en 2005, le village comptait 137 habitants, dont 52 femmes et 85 hommes. 